# Eleições legislativas portuguesas de 1953
As eleições legislativas portuguesas de 1953 foram realizadas no dia 8 de novembro, sendo eleitos os 120 deputados da Assembleia Nacional. A totalidade dos deputados eleitos pertence à União Nacional. A oposição apresentou listas em diversos círculos, tendo obtido apenas 10,1% em Lisboa, 11,8% no Porto e 8,7% em Angola. Os trabalhos do novo parlamento iniciaram-se em 25 de novembro de 1953 e terminaram com o fim do mandato em 1957.

## Resultados Nacionais
| Partido                 | Partido                      | Votos     | %     | +/-   | Deputados | +/-     |
| ----------------------- | ---------------------------- | --------- | ----- | ----- | --------- | ------- |
|                         | União Nacional               | 724 760   | 85,74 | 11,32 | 120 / 120 | Estável |
|                         | Candidaturas de Oposição (a) | 80 520    | 14,26 | 11,32 | 0 / 120   | Estável |
| Votos Inválidos         | Votos Inválidos              | 1         | 0,00  |       |           |         |
| Total                   | Total                        | 845 281   | 100   |       | 120       |         |
| Eleitorado/Participação | Eleitorado/Participação      | 1 239 504 | 68,2  | 7,6   |           |         |

(a) Listas apresentadas em Angola, Lisboa e Porto.